# Кутовий Вадим Борисович
Вади́м Бори́сович Кутови́й (3 вересня 1986 — 5 серпня 2014) — молодший сержант 27-го реактивного артилерійського полку Збройних сил України, учасник російсько-української війни.

## Життєпис
Народився 1986 року в місті Охтирка. 2003 року закінчив ЗОШ № 4 імені Остапа Вишні міста Охтирка; по тому — навчання в технікумі, механік-водій. Служив у лавах ЗСУ в загоні охорони Міністерства оборони.
Мобілізований навесні 2014-го, механік-водій, 27-й реактивний артилерійський полк.
Брав участь у звільненні Слов'янська. У ніч на 5-те серпня загинув у бою з терористами під Горлівкою, знепритомнів одразу після поранення і помер.
Вдома залишилися мама, батько Борис Семенович, двоє сестер, дружина Дарина та двоє дітей, Давид (нар. 2008) і Кароліна (нар. 2011).
7 серпня 2014 року похований в Охтирці; поховання: Соборне кладовище.

## Нагороди та вшанування
За особисту мужність і героїзм, виявлені у захисті державного суверенітету та територіальної цілісності України, вірність військовій присязі під час російсько-української війни
- нагороджений орденом «За мужність» III ступеня (26.2.2015, посмертно)[1]
- його портрет розміщений на меморіалі «Стіна пам'яті полеглих за Україну» в Києві: секція 2, ряд 5, місце 23
- 7 серпня 2015 року на фасаді будівлі охтирської загальноосвітньої школи № 4 імені Остапа Вишні йому встановлено меморіальну дошку[2]
- його ім'я згадується 5 серпня на щоденному ранковому церемоніалі вшанування захисників України, які загинули цього дня в різні роки внаслідок російської збройної агресії на Сході України.[3]